# 百萬金臂 (2014年電影)
《百萬金臂》（英語：Million Dollar Arm）是一部2014年上映的美國電影，為迪士尼改編自真人真事的題材，由克雷格·葛里斯佩所執導。

## 故事大綱
敘述一個失意的体育經紀人（J.B. Bernstein），因緣際會的被電視上正在播放的板球比賽激發靈感，決定遠赴印度舉辦一場實境秀《百萬金臂》，欲從40000名競爭中者中選出有潛力的新秀，並且要領導他們加入美國職棒大聯盟。

## 演員表
| 演員                       | 角色                      |
| -------------------------- | ------------------------- |
| 喬·漢姆 Jon Hamm           | JB Bernstein              |
| 阿西夫·曼德維 Aasif Mandvi | Aash Vasudevan（JB同事）  |
| 蘇拉·沙瑪 Suraj Sharma     | Rinku Singh               |
| 麥活·米泰爾 Madhur Mittal  | Dinesh Patel              |
| 亞倫·阿金 Alan Arkin       | Ray Poitevint（球探）     |
| 比爾·派克斯頓 Bill Paxton  | Tom House（傳奇投手教練） |
| 蕾克·貝兒 Lake Bell        | Brenda（JB房客）          |
| 馬泰 Tzi Ma                | Chang（JB金主）           |

## 评价
影片获得混合口碑，烂番茄好评率为59%，Metacritic上30多家媒体综评56分。《华盛顿邮报》：“影片拥有类型片的一切优秀元素，戏剧元素虽然不强烈，但导演风格却扎实、冷静、沉稳，每个演员的表演都自然真切，让角色关系达到了一种平衡。” St. Louis Post-Dispatch：“作为一部温馨甜蜜的电影，它极大程度展示了棒球的秘密，并让我们知道了我们热爱这个运动的原因。”《纽约时报》：“这是一部叙事缓慢、焦点涣散的作品，全片缺乏一种扣人心弦的力道。” Minneapolis Star Tribune：“它是一部波澜不惊的棒球电影，虽然也有幽默有趣的片段，但并没有给人留下太深刻的印象。”

## 票房
美国首周末收获1051万美元列第四位。次周末收709万列第六。第三周末收370万列第八，累计2810万。

## 外部連結
- 互联网电影数据库（IMDb）上《百萬金臂》的资料（英文）
- AllMovie上《百萬金臂》的资料（英文）
- 爛番茄上《百萬金臂》的資料（英文）
- Metacritic上《百萬金臂》的資料（英文）
- Box Office Mojo上《百萬金臂》的資料（英文）
- Million Dollar Arm的Facebook專頁